# Tlamacazapa-Nahuatl
Het Tlamacazapa-Nahuatl is een variant van het Nahuatl dat gesproken wordt door de Nahua, de oorspronkelijke bewoners van het huidige Mexico. De taal behoort tot de Uto-Azteekse taalfamilie. Bij ISO/DIS 639-3 is de code nuz. Er zijn ongeveer 1500 sprekers (1990). 